# Politehnica AEK Timișoara
FC Politehnica AEK Timișoara fue un club de fútbol rumano fundado en 2003 en Timișoara y posteriormente trasladado a Bucarest que militó en el Campionatul Municipal București (Liga IV), correspondiente al cuarto nivel en el escalafón del fútbol rumano hasta su desaparición en 2011.

## Historia
El equipo, que se mudó a la capital en 2000 desde Timișoara, es uno de los más famosos del país y uno de los clásicos en el fútbol rumano, ocupando el 14º puesto en la clasificación histórica de la liga rumana. El Poli, como es conocido entre sus aficionados, descendió de la Liga I en la temporada 1996–1997 y desde entonces ha sufrido graves crisis económicas y deportivas que se consumaron con la marcha del equipo a Bucarest. Además, el nuevo club FC Timișoara ha ocupado ahora el lugar del Poli en la ciudad. Ambos clubes protagonizaron un litigio en el que el Politehnica obligaba al FC Timişoara a dejar de utilizar el escudo y colores originales del Poli.